# Generali Ladies Linz 1997
Il Generali Ladies Linz 1997 è stato un torneo di tennis giocato sul sintetico indoor. È stata l'11ª edizione del Generali Ladies Linz, che fa parte della categoria Tier III nell'ambito del WTA Tour 1997. Si è giocato a Linz, in Austria,dal 3 al 9 febbraio 1997.

## Campionesse

### Singolare
Chanda Rubin ha battuto in finale  Karina Habšudová con il punteggio di 6–4, 6–2

### Doppio
Alexandra Fusai /  Nathalie Tauziat hanno battuto in finale  Eva Melicharová /  Helena Vildová con il punteggio di 4–6, 6–3, 6–1